# Аверин, Михаил Михайлович (педагог)
Михаил Михайлович Аверин (1893—1923) — российский валдайский педагог и организатор образования.

## Биография
Родился в 1893 году в селе Едрово Валдайского уезда. Образование получил в Санкт-Петербурге, летом приезжал в Едрово. Отличался эрудицией, увлекался игрой на пианино. Написал несколько музыкальных произведений. Во время Первой мировой войны работал в Красном Кресте в Петербурге, а затем (в 1918) в Москве.
Революцию встретил с воодушевлением, сделался пропагандистом. С 1919 года жил в Едрове. В 1920 году стал заведующим отделом народного образования в г. Валдай. В это время он занимался улучшением состояния школ, преподавал литературу, организовывал кружки, курсы, пополнял книгами библиотеки. За три года работы в Валдае (1920—1923) приобрёл авторитет у интеллигенции и преподавателей, смог организовать в городе среднее образование.
С 1922 года — председатель Валдайского уездного исполнительного комитета, член Новгородского губернского исполнительного комитета и губкома РКП(б).
В 1923 году скончался от туберкулёзного плеврита. Жене и двум дочерям Аверина на его похороны и дальнейшую жизнь люди собрали деньги. Похоронен в Валдае, на кладбище у вокзала; могила находится в углу кладбища, ближайшем к железнодорожной станции.

## Память
В Валдае в честь М. М. Аверина в 1989 году названа основанная им школа.